# Свои (альбом)
«Свои» — дев'ятий студійний альбом гурту «Любе», випущений у 2009 році. Був написаний до 20-річого ювілею колективу. Презентація альбому відбулася 22 і 23 лютого 2009 року на сцені Державного Кремлівского палацу, концертами «Свои. 20 лет». Альбом «Свои» вийшов інтровертним, ліричним, особистим. Чимало пісень присвячені любові до жінки. Про свій альбом так говорить лідер Любе:
| Ліві лапки | На мой взгляд, альбом получился отличный | Праві лапки |

Хітами стають практично всі пісні з альбому, деякі з них «Верка», «Мой адмирал», «Всё опять начинается», були удостоєні нагороди «Золотий грамофон». На пісню «А заря» був знятий відеокліп за участі Дмитра Дюжева та Сергія Безрукова, а сама пісня стала саундтреком до фільму «Каникулы строгого режима».
Альбом став останнім для хормейстера і бэк-вокаліста Анатолія Кулішова, котрий загинув 19 квітня 2009 року в автокатастрофі.

## Назва та зміст
6 лютого 2009, незадовго до прем'єри альбому, Микола Расторгуєв відвідав прес-центр видання «Комсомольська правда» і, відповідаючи на питання шанувальників, серед інших Миколі Расторгуєву було поставлено наступне питання: Чому альбом назвали Свої? Співак відповів:
| Ліві лапки | Там, во-первых, есть песня «Свои». Сегодня, по-моему, её закончили сводить. И назвали альбом «Свои». Это такое хорошее слово, кстати, «свои». | Праві лапки |

Характеризуючи альбом, Расторгуєв назвав деякі пісні вже добре знайомими радіослухачам, наприклад, «Заимка», «Если…», «Мой адмирал», «Москвички», при цьому підкреслив, що є і багато абсолютно нових пісень — «Верка», «Свои», «А заря», «Календарь» та інші. Як він сам зізнався у інтерв'ю новгородській газеті «Проспект», альбом, за його думкою, вийшов відмінним. Композитор ІІгор Матвиєнко називає альбом інтровертним, особистим, тож багато пісень там присвячені любові до жінки. За свідченнями Расторгуєва, музиканти записували альбом близько року, тому в них було достатньо часу для відбору пісень, вибору аранжувань і спокійної роботи у студії.

## Реліз
Альбом «Свои» був випущений до 20-річча ансамблю і вже 14 лютого Президент Росії Дмитро Медведєв направив вітання колективу групи «Любе». Позначивши, що сьогодні група «Любе» продовжує лишатися вірною обраному професійному шляху, а її твори — користуватися всенародною популярністю, президент підкреслив, що це безсумнівно заслуга авторів пісень, всіх учасників групи і, звичайно, її беззмінного лідера Миколи Расторгуєва. Голова держави висловив упевненість, що у настільки талановитого колективу завжди будуть нові, яскраві задуми і проекти, та побажав учасникам групи успіхів, творчого довголіття, здоров'я і удачі.
У ході прем'єри альбому і святкування ювілею групи, на сцену Великого Кремлівського палацу разом з «Любе» були запрошені гості: Надія Бабкина, Вікторія Дайнеко, гурт «Фабрика», гурт «Моральний Кодекс», офіцери російського спецпідрозділу «Альфа» та офіційні особи.

## Музична критика
Російський радіоведучій і музичний критик Борис Барабанов, у своїй рецензії на альбом Свої, називає його першим, записаним у статусі абсолютного національного надбання. Повертаючись до тематики перших альбомів колективу, критик далі пише, що всі вершини вже взяті, немає потреби бряжчати наганами і дзвеніти медалями, на рахунок переконань музикантів теж давно немає ніяких сумнівів. Як відзначає Барабанов, композитор Ігор Матвієнко склав альбом ліричних пісень, з ряду котрих, на думку критика, вибивається тільки пісня «Мой адмирал», вигадана у рамках рекламної кампанії «Першого каналу» для блокбастера про Колчака. Сконструйована не без іскри новаторства, — у однім з куплетів звучить навіть щось на кшталт горлового співу, — у цілому пісня віддає конвеєрним виробництвом, котрий композитору знайомий не з чуток, тож він опікував саму першу «Фабрику зірок». Інший матеріал альбому зіграний з переважанням гармошок і акустичних гітар. Є серед нових пісень і «моментальна класика» — двохвилинний номер «Если», якому, як вважає Барабанов, гарантоване довге життя на радіочастотах і у застільних хіт-парадах.
Роль сигналу з реальності у альбомі «Свои» відіграє заголовна пісня — перший плід співпраці композитора з текстовиком, який працює під псевдонімом Маха. У цій кривавій і багатослівній баладі рядки розділені між урівноваженим Миколою Расторгуєвим і важко керованим Григоріем Лепсом. Ключова фраза — «Без Своих нам здесь всем хана!». «Свои» пишуться у буклеті з віршами з великої букви. «Свои» тут — жінки, котрих у кожному місті шукає герой, але, звичайно, свої вважаються тут і як взагалі «наші».
Музичний кореспондент газети «Вечерняя Москва» Наталія Пенькова бачить у назві «Свои» відсилання до відданих шанувальникам колективу, котрі «свої вже 20 років». По словам Пенькової, керівництво країни не могло пропустити таку подію. Саме тому Президент РФ Дмитро Медведєв привітав «Любе» телеграмою, з визнанням талантів колективу на терені сусальної любові до Батьківщини і, що куди більш важливо, всенародної любові до ансамблю.

## Список композицій
Автор музики І. Матвієнко. 
| #     | Назва                             | Автор слів     | Тривалість |
| ----- | --------------------------------- | -------------- | ---------- |
| 1.    | «А заря»                          | О. Шаганов     | 2:49       |
| 2.    | «Верка»                           | О. Шаганов     | 3:50       |
| 3.    | «Если...»                         | О. Шаганов     | 2:05       |
| 4.    | «Всё опять начинается»            | М. Андрєєв     | 3:57       |
| 5.    | «Мой адмирал»                     | І. Матвієнко   | 3:32       |
| 6.    | «Календарь»                       | Л. Виноградова | 2:07       |
| 7.    | «Свои»                            | Маха           | 3:58       |
| 8.    | «Заимка»                          | М. Андрєєв     | 2:34       |
| 9.    | «Москвички»                       | М. Андрєєв     | 3:31       |
| 10.   | «Подруга»                         | О. Шаганов     | 3:39       |
| 11.   | «А, заря, заря!»                  | О. Шаганов     | 3:38       |
| 12.   | «Свои» (вик. з Г. Лепсом)         | Маха           | 3:58       |
| 13.   | «Мой адмирал» (вик. з В. Дайнеко) | І. Матвієнко   | 4:19       |
| 14.   | «А заря» (вик. з М. Михалковим)   | О. Шаганов     | 2:47       |
| 46:44 |                                   |                |            |

Перевидання:
Ювілейне видання, випущене до 25-річча групи без зміни треклиста альбому. Видання випущене на LP-носіях (вініл) у 2014 році, а також на CD у 2015 році.

## Учасники запису

### гурт Любе
- Микола Расторгуєв — спів
- Сергій Перегуда — гітара
- Олексій Хохлов — гітара
- Віталій Локтєв — клавішні
- Павло Усанов — бас-гітара
- Олександр Єрохін — ударні
- Анатолій Кулєшов — хормейстер, бэк-вокал
- Олексій Тарасов — бэк-вокал

### Запрошені музиканти
- Григорій Лепс — вокал у пісні «Свои»
- Вікторія Дайнеко — вокал у пісні «Мой адмирал»
- Микита Михалков — вокал у пісні «А зоря»
- Микола Девлет-Кільдєєв — гітара (4,5,13)
- Олександр Асташонок — гітара (5,13)
- Сергій Войтенко — баян (1,6,10,14)
- Євген Баскаков — баян (8)
- Вадим Ейленкріг — труба (3)
- Ігор Матвієнко — клавишні, композитор
- Ігор Полонський — клавішні інструменти (2,5,11,13), ударні інструменти (10,12), аранжування

### Виробництво
- Ігор Матвієнко — композитор, художній керівник, аранжування
- О. Шаганов, М. Андрєєв, Л. Виноградова, І. Матвієнко, Маха — автори віршів
- Олександр Панфилов — звукоінженер
- Володимир Овчинніков, Ян Миренский, Микола Цвєтков, Ігор Полонський — звукорежисери
- Володимир Овчинніков — мастеринг
- Дмитро Куліков — запис ударних інструментів
- Олег Головко — директор групи
- Юрій Земський, Ірина Маслєннікова — адміністративна група
- Ігор Полонський — саунд-дизайн
- DirectDesign — дизайн
- Першою виконавицею пісні «Календарь» була Юлія Бужилова. У її виконанні текст був написаний на іншу музику, і композиція була більш відомою під назвою «Ты мне пишешь»[джерело не вказане 3488 днів].
- Альбом Свої став останнім для хормейстера Анатолія Кулішова. Через два місяця після випуску альбому Кулішов загинув у автокатастрофі.

## Нагороди та номінації
| Рік  | Нагорода          | Номінована робота      | Результат |
| ---- | ----------------- | ---------------------- | --------- |
| 2008 | Золотий граммофон | «Мой адмирал»          | Перемога  |
| 2009 | Золотий граммофон | «А, заря»              | Номінація |
| 2009 | Золотий граммофон | «Верка»                | Перемога  |
| 2010 | Золотий граммофон | «Всё опять начинается» | Перемога  |
| 2011 | Золотий граммофон | «Подруга»              | Номінація |